# Ибердский Александро-Невский Софрониев монастырь
Ибердский Александро-Невский Софрониев монастырь — православный монастырь, расположенный в 3 километрах северо-восточнее посёлка Ибердский.

## История
Александро-Невская богадельня была основана на земле, принадлежавшей крестьянину села Мостья Ряжского уезда Егору Наумову Родину, и пожертвованной им в память освобождения крестьян от крепостной зависимости и чудесного избавления и спасения жизни государя Александра Александровича и супруги его Марии Фёдоровны и сына их Николая Александровича 17 октября 1888 года во время крушения царского поезда на перегоне Тарановка — Борки Юго-Западной железной дороги. Священный Синод постановил в память этого чуда основывать церкви и монастыри. В начале 1892 года первый камень храма был заложен Софронием.
Двухпрестольный храм был освящён в честь Святого Благоверного Великого Князя Александра Невского и иконы Знамения Божией Матери. При храме стали возводиться небольшие дома для будущих инокинь. Место получило наименование сначала Александро-Невской Богадельни. 3 марта 1904 года по указу Священного Синода богадельня была обращена в женское общежитие. 7 мая 1907 года женская община Святейшим Синодом обращена в женский монастырь.
Всё это время старец Софроний принимал деятельное участие в устроении жизни обители. С утра до вечера он принимал у себя людей из сёл и деревень. Последние годы старец жил на монастырском хуторе. Скончался он в 1914 году.
События 1917 года затронули и Александро-Невскую обитель. В 1918 году обитель официально была закрыта, но на самом деле ещё некоторое время продолжала жить и молиться. Богослужения совершались даже в самом храме. В 1919 году власть заставила богослужения прекратить, а сёстры были вынуждены перебраться из монастырских стен в близлежащие сёла. 13 ноября 1919 года монастырь официально закрыли. Большинство сестёр увезли в Казахстан в город Акмолинск, где они работали на ткацкой фабрике, а кому удалось избежать ссылки — разошлись по городам и сёлам.
В 1949 году Александро-Невский храм был полностью стёрт с лица земли. Кирпич, из которого была выстроена когда-то благолепная церковь, пошёл на строительство коровника. Иконы и церковное имущество частично были переданы в Покровский храм близлежащего села Ясенок, а некоторые святые образа местные жители сохранили в своих домах.
В 1993 году святое место посетил инок Иоанно-Богословского монастыря Николай (Анисимов). Ещё подростком отец Николай часто ездил в храм родного города Ряжска и слышал рассказы пожилых людей о разрушенном монастыре и старце Софронии.
C 1996 года монастырь стал восстанавливаться. Была заново построена церковь Александра Невского. И 12 сентября 1998 года было совершено великое освящение храма. Сегодня в обители есть храм, колокольня, облагорожено кладбище, где был похоронен старец Софроний. Недалеко от монастыря — источник и купальня. В храме Александра Невского с 1998 года покоятся мощи праведного старца.